# Albatros (bateau à vapeur)
Pour les articles homonymes, voir Albatros.
L' Albatros est un ancien bateau à vapeur de transport qui était exploité sur la ligne du fjord  de Flensbourg de 1912 à 1971. Mis hors service en 1971, il est désormais exposé comme navire musée à terre au port de Damp à Flensbourg (Schleswig-Holstein).

## Historique
L'Albatros a été construit en 1912 par Meyer Werft à Papenbourg pour Vereinigte Flensburg-Ekensunder & Sonderburger Dampfschiffs-Gesellschaft à Flensbourg . Sa machine à vapeur de 260 cv lui donnait une vitesse de service de 10 nœuds. Le navire a servi à approvisionner les villes du fjord de Flensbourg. Il était parfois utilisé comme transport à bestiaux.
Pendant la Première Guerre mondiale, l'Albatros a été utilisé par la marine impériale du 3 avril 1916 au 6 décembre 1918. Le 12 juillet 1916, il a été affecté à la flottille de protection du port à Kiel. À partir du 15 août 1916, il a été utilisé dans la baie de Gdańsk. Après la guerre, le navire a de nouveau été utilisé pour approvisionner les villes du fjord de Flensbourg.
En 1935, Förde Reederei Seetouristik (en) a repris les activités passagers  de la compagnie d'origine et de leurs bateaux à vapeur Alexandra, Habicht et Albatros. 
Pendant la Seconde Guerre mondiale, le navire a été réquisitionné par la Kriegsmarine le 8 mai 1943 et a été utilisé comme bateau à vapeur à Gdynia à la zone d'armement en torpilles Hexengrund (de). En janvier 1945, alors que l'Armée rouge avançait en Prusse-Orientale vers Königsberg, l'Albatros réussit à traverser la mer Baltique jusqu'à Stralsund avec 500 assistantes navales de Pillau dans le cadre de l'opération Rescue by Sea. Là, elle a embarqué 200 réfugiés, a quitté le port le 30 avril 1945 et est arrivée à Kiel indemne.
Dans la période d'après-guerre, l'Albatros fut en service jusqu'en 1969. De 1951 à 1953, elle a opéré uniquement comme bateau à vapeur pour le bétail, les années suivantes, elle a navigué sur la route Flensbourg-Solitüde-Glücksburg en été et avec des voyages spéciaux vers le bateau-phare de Flensburg (S/V Noorderlicht (en)) dans la baie de Geltinger.

### Préservation
Le navire, qui a depuis été déclassé, a été remorqué dans le port de Damp le 14 septembre 1971 et installé à terre à côté du bassin portuaire. Là, le navire sert de navire amiral maritime de la station balnéaire de Damp en mer Baltique.

### Mémorial de l'Albatros - sauvetage par mer

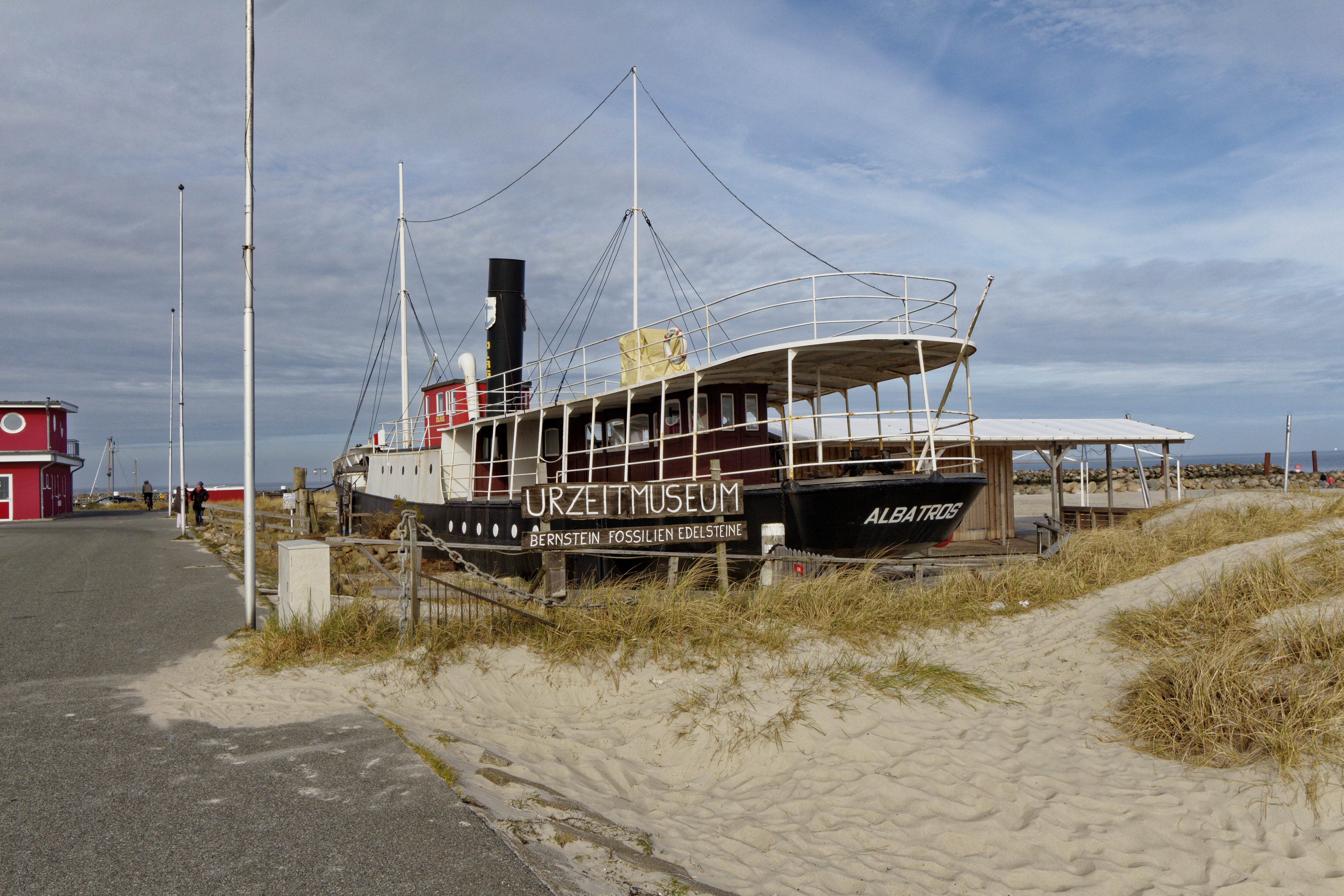
L'Albatros comme musée d'histoire naturelle géologique (2015)

En 1980, la Fédération de la marine allemande (Deutscher Marinebund) a pris connaissance du navire parce qu'il cherchait un endroit qui pourrait servir de mémorial pour les réfugiés de la guerre et de musée pour la postérité.
À cette fin, le site commémoratif de l'Albatros ( Kuratorium Erinnerungsstätte Albatros) a été fondé le 19 mars 1981 . L'inauguration du mémorial a eu lieu le 28 mai 1983. Jusqu'en 1999, le navire abrita le musée avec des panneaux d'affichage, des livres, des documents, des cartes postales, des entretiens avec des témoins contemporains (enregistrements vidéo) et des images. L'exposition a été fermée en 2000 en raison d'un nombre insuffisant de visiteurs.  Dans les années suivantes, il y eut un musée d'histoire naturelle et géologique dans le navire, qui est maintenant fermé.
Le navire sert maintenant de plate-forme d'observation pour la Société allemande de sauvetage (Deutsche Lebens-Rettungs-Gesellschaft - DLRG).

### Navires similaires
- le navire vapeur de transport Prinz Heinrich de Leer, construit en 1909.
- le navire vapeur de transport Alexandra de Flensbourg, construit en 1908.